# Episodi di The Night Shift (terza stagione)
La terza stagione della serie televisiva The Night Shift, composta da 13 episodi, è stata trasmessa in prima visione assoluta negli Stati Uniti d'America da NBC dal 1º giugno al 31 agosto 2016.
In lingua italiana, la stagione è stata trasmessa in prima visione in chiaro in Svizzera, da RSI LA2, dal 16 ottobre all'11 dicembre 2016.
In Italia è stata pubblicata su Infinity TV il 28 dicembre 2016, e poi trasmessa in prima visione da Premium Stories, canale a pagamento della piattaforma Mediaset Premium, dal 18 gennaio 2017.. In chiaro sarà trasmessa da La 5 dal 17 settembre 2017.
| nº | Titolo originale                | Titolo italiano         | Prima TV USA   | Prima TV in italiano |
| -- | ------------------------------- | ----------------------- | -------------- | -------------------- |
| 1  | The Times They Are A-Changin    | I rapporti si rinnovano | 1º giugno 2016 | 16 ottobre 2016      |
| 2  | The Thing with Feathers         | La speranza ha le ali   | 8 giugno 2016  | 30 ottobre 2016      |
| 3  | The Way Back                    | Si torna a casa         | 15 giugno 2016 | 6 novembre 2016      |
| 4  | Three-Two-One                   | Una lunga notte         | 22 giugno 2016 | 6 novembre 2016      |
| 5  | Get Busy Livin'                 | Empatia                 | 29 giugno 2016 | 13 novembre 2016     |
| 6  | Hot in the City                 | Calore sulla città      | 29 giugno 2016 | 13 novembre 2016     |
| 7  | By Dawn's Early Light           | Al sorgere del sole     | 6 luglio 2016  | 20 novembre 2016     |
| 8  | All In                          | Giocarsi tutto          | 13 luglio 2016 | 20 novembre 2016     |
| 9  | Unexpected                      | Una brutta sorpresa     | 27 luglio 2016 | 27 novembre 2016     |
| 10 | Between a Rock and a Hard Place | Il ragazzo d'oro        | 3 agosto 2016  | 27 novembre 2016     |
| 11 | Trust Issues                    | Fiducia a rischio       | 3 agosto 2016  | 4 dicembre 2016      |
| 12 | Emergent                        | Epidemia                | 24 agosto 2016 | 4 dicembre 2016      |
| 13 | Burned                          | Terra bruciata          | 31 agosto 2016 | 11 dicembre 2016     |

## I rapporti si rinnovano
- Titolo originale: The Times They Are A-Changin
- Diretto da: Timothy Busfield
- Scritto da: Gabe Sachs e Jeff Judah

### Trama
Sono passati due mesi dagli eventi della seconda stagione. Jordan, ancora sconvolta per aver subito l'aborto, ha rifiutato la proposta di matrimonio di TC e lo ha lasciato: il clima tra i due è molto teso. Ragosa e Krista sono stati trasferiti, mentre Paul ha concluso la specializzazione ed è ora un chirurgo a tutti gli effetti. Al San Antonio Memorial arriva una nuova specializzanda, la brillante e grintosa Shannon Rivera; Paul tenta maldestramente di imporre su di lei la propria autorità, ma la ragazza è ben decisa a non farsi mettere i piedi in testa. TC e Topher si occupano delle vittime di un incidente stradale, tra cui c'è una donna, Joan Watkins. L'incidente è stato causato da una donna, Lucia, che secondo alcune testimonianze guidava in stato confusionale e viene ricoverata con una grave ipertensione. Si scopre che la causa è un tumore che ha provocato un eccessivo rilascio di adrenalina nel sangue, e Scott è costretto ad operarla d'urgenza; Jordan spiega la procedura alla moglie di Lucia e la conversazione contribuisce a farla riflettere sulla sua rottura con TC. Parallelamente, anche TC ha una lunga chiacchierata rivelatrice con Annie, che ora lavora in un centro di riabilitazione per tossicodipendenti e sembra aver messo la testa a posto: la cognata gli spiega il punto di vista di Jordan e TC è costretto ad ammettere le proprie mancanze. I medici riescono a stabilizzare la signora Watkins, ma quando Francis, il marito della donna, arriva al pronto soccorso si rendono conto che il figlio della coppia, Frankie, è rimasto sul luogo dell'incidente e si precipitano a soccorrerlo. Drew, che si è sposato col compagno Rick,  è in missione in Afghanistan sotto il comando del maggiore e medico militare Syd Jennings: i due si occupano di Sharbat, giovanissima sposa incinta di Akmal, un alto ufficiale dell'esercito afghano, rimasta ferita durante un bombardamento. Sharbat è terrorizzata dal marito e chiede aiuto ai medici, ma Akmal fa irruzione nell'ospedale e minaccia Drew e Syd con una pistola; Drew riesce a neutralizzarlo, ma durante la colluttazione parte un colpo di pistola.
- Altri interpreti: Merle Dandridge (Gwen Gaskin), Sarah Jane Morris (Annie), Jennifer Beals (dott. Syd Jennings), Jennifer Aspen (Joan Watkins), David Goryl (Francis Watkins, Sr.), Nicholas King (Francis "Frankie" Watkins, Jr.), Jillian Estell (Riley), Carlos Knight (Marquez), Monique Candelaria (Lucia Ramirez), Ivet Corvea (Kelly Ramirez), Zainne Saleh (Sharbat), Armin Amiri (Akmal), Matt Battaglia (generale Rozenfeld), Clint Obenchain (paziente tossicodipendente), Shane Brumett (pompiere), John Trejo (capitano dei pompieri), Esodie Geiger (infermiera Molly Ramos), Alma Sisneros (infermiera Jocelyn Diaz), Nicole Geddie (Donovan), Crista Benavidez (infermiera #1), Jane Long (infermiera #2), Rick Vargas (paramedico #1), Trina Siopy (paramedico #2).

## La speranza ha le ali
- Titolo originale: The Thing with Feathers
- Diretto da: Timothy Busfield
- Scritto da: Tom Garrigus

### Trama
TC e Jordan riescono a salvare il figlio dei signori Watkins. Il ragazzino ha bisogno di un trapianto di midollo osseo, ma essendo stato adottato, né Francis né Joan Watkins risultano compatibili per la donazione. L'adozione di Frankie non risulta ufficializzata da nessuna parte e TC scopre che i Watkins, che non potevano avere figli, hanno rubato Frankie ai suoi veri genitori; grazie alla confessione di Joan Watkins, i medici riescono a rintracciare i genitori di Frankie, salvando la vita al ragazzino e permettendogli di riunirsi alla sua famiglia. Akmal è rimasto ferito durante la colluttazione con Drew; sia Syd che Drew rischiano ora di finire davanti alla corte marziale e ricevono l'ordine di dimettere Akmal e Sharbat non appena si saranno rimessi. I medici hanno le mani legate, ma riescono a rintracciare Omed, il fratello di Sharbat, e ad aiutare lui e la sorella ad espatriare in Australia. Drew e Syd, a questo punto, si sono inimicati l'esercito afghano e il generale Rozenfeld prende provvedimenti: Drew verrà rimandato a casa e il suo turno sarà coperto da Syd, che sarà quindi costretta a restare in Afghanistan per altri tre mesi nonostante le rimanessero pochi giorni di ferma. Jordan e Shannon si occupano del signor Martinez, un domatore di cavalli ricoverato per quello che sembra un semplice svenimento, ma che si tratta in realtà di una complicazione causata da una forma di ipotiroidismo. L'uomo, di mentalità semplice e tradizionale, è in aperto contrasto con la figlia Carly, un'avvocatessa in carriera, ma alla fine tutto si risolverà per il meglio. Paul non riesce a farsi rispettare e cerca di imporsi con l'arroganza sugli infermieri, che per tutta risposta gli danno una bella lezione di umiltà. Jordan è corteggiata da Sam, un affascinante paramedico, mentre Scott conosce Annie, con la quale scatta un'intesa immediata. Gwen viene accettata alla facoltà di giurisprudenza di Georgetown; Kenny, riconoscendo che una storia a distanza sarebbe troppo complicata da portare avanti, decide di chiudere e i due si lasciano con un ultimo bacio.
- Altri interpreti: Merle Dandridge (Gwen Gaskin), Sarah Jane Morris (Annie), Jennifer Beals (dott. Syd Jennings), Jennifer Aspen (Joan Watkins), David Goryl (Francis Watkins, Sr.), Nicholas King (Francis "Frankie" Watkins, Jr.), Michael Cassidy (Sam), Jillian Estell (Riley), Ramon Franco (Augusto Martinez), Luciana Faulhaber (Carly Martinez), Karan Brar (Omed), Zainne Saleh (Sharbat), Armin Amiri (Akmal), Matt Battaglia (generale Rozenfeld), Jenni Tooley (Lisa Moran), Brent Snider (Rick Moran), Esodie Geiger (infermiera Molly Ramos), Alma Sisneros (infermiera Jocelyn Diaz), Alaina Warren Zachary (anziana fumatrice).

## Si torna a casa
- Titolo originale: The Way Back
- Diretto da: Tara Nicole Weyr
- Scritto da: Janet Lin

### Trama
TC e Topher, che hanno il turno libero, accompagnano Sumei, la madre di Topher, a trascorrere la giornata al casinò e si ritrovano a salvare la vita a Clive, un anziano ma arzillo giocatore. Drew riprende servizio al pronto soccorso, ma si vergogna delle circostanze del proprio rientro e non ha il coraggio di confessare ai genitori di essere tornato a casa. Lo staff si occupa di alcuni partecipanti ad un ricevimento di nozze, rimasti feriti a causa di un incidente alquanto singolare. Jordan ha in cura Crystal, la sposa, mentre Drew si occupa di Jorge, il padre di Crystal. Jorge è un ex militare ed ha un rapporto molto complicato con Crystal, che non gli ha mai perdonato le sue assenze dovute al lavoro; Drew simpatizza per l'uomo, e ciò mette a dura prova la sua professionalità. Improvvisamente Jorge inizia a soffrire di paranoia e allucinazioni e i medici capiscono che l'uomo è alcolizzato e soffre di crisi di astinenza. Jordan e Paul scoprono che Crystal e Jorge soffrono entrambi di una rara malattia genetica che causa improvvisi arresti cardiaci; la diagnosi fa riflettere la ragazza, che infine si pente di aver respinto i tentativi del padre di riallacciare i rapporti. Drew, toccato dalla vicenda, confida a Jordan di aver taciuto ai genitori il proprio rientro a casa perché teme la loro reazione, essendo già stato respinto dal padre quando gli ha rivelato di essere gay; La morte di Jorge, deceduto a causa delle complicazioni dell'alcolismo e della malattia, lo convincerà definitivamente a chiamare i propri genitori e a cercare di riappacificarsi con loro, ma il risultato non sarà quello sperato.
- Altri interpreti: Lindsey Morgan (Crystal), Emilio Rivera (Jorge), Elizabeth Sung (Sumei Zia), Lance Henriksen (Clive), Michael Cassidy (Sam), Tasos Hernandez (Buddy), Esodie Geiger (infermiera Molly Ramos), Alma Sisneros (infermiera Jocelyn Diaz).

## Una lunga notte
- Titolo originale: Three-Two-One
- Diretto da: Oz Scott
- Scritto da: Zachary Lutsky

### Trama
La città è sconvolta dalle proteste contro Steven Benedict, un uomo sotto processo per aver ucciso un ragazzo di colore e in attesa del verdetto. La delicata vicenda divide lo staff del pronto soccorso: Drew difende Benedict, che sostiene di aver agito per legittima difesa, mentre Kenny è convinto, come molti altri, che si tratti di odio razziale e non riesce ad essere obiettivo. Benedict viene ricoverato a causa di un malore; tutti credono che stia fingendo per evitare la condanna, ma Jordan si rende conto che Benedict ha davvero un problema di salute. TC, Scott e Paul intervengono sul luogo degli scontri per soccorrere David, un poliziotto bianco, e Sean, un ragazzo di colore, rimasti feriti; i medici danno la priorità al poliziotto. TC riesce a portare l'agente in ospedale, ma Paul e Scott si ritrovano isolati assieme al ragazzo e sono costretti ad operarlo in un banco dei pegni. La situazione è disperata, ma Paul riesce a dialogare con il capo dei manifestanti e i medici portano Sean al pronto soccorso in tempo per salvargli la vita. David, il poliziotto, muore sotto i ferri e TC scopre che ad avergli sparato non è stato Sean, bensì Rebecca, la sua partner, che ha colpito il collega accidentalmente. Benedict, dimesso dopo qualche ora, viene ucciso da un manifestante, ma la nottata è appena cominciata e i medici si preparano ad accogliere i feriti in arrivo.
- Altri interpreti: Myk Watford (Steven Benedict), Deprece Reddick (Sean), Maceo Smedley (Charles), Matt Roszak (David, il poliziotto), Cynthia Watros (Rebecca), Roberto Sanchez (comandante S.W.A.T.), Noel Arthur (capo dei manifestanti), Manny Rey (proprietario del banco di pegni), Esodie Geiger (infermiera Molly Ramos), Alma Sisneros (infermiera Jocelyn Diaz), Trina Siopy (paramedico Sara), Scott Takeda (Tom Jeng), Kimberly Bigsby (reporter #2), Diane Villegas (reporter #3).

## Empatia
- Titolo originale: Get Busy Livin'
- Diretto da: Dailyn Rodriguez
- Scritto da: Gabe Fonseca

### Trama
L'ospedale sta per firmare un contratto con la Pressler, una casa farmaceutica, e l'affascinante rappresentante Jessica Sanders si presenta per concludere l'affare. TC soccorre Alina, una studentessa universitaria precipitata da un balcone, mentre Shannon si occupa di un ragazzo in overdose. Il giovane muore, ma Shannon ne rimane del tutto indifferente, e Topher la esorta ad essere più empatica verso i pazienti. Alina ha riportato una gravissima frattura alla gamba e deve essere operata, ma prima di entrare in sala operatoria confessa di aver cercato di togliersi la vita. TC crede che la causa delle tendenze suicide di Alina sia un farmaco prodotto dalla Pressler ed ha un duro scontro con Jessica, ma si scopre che Alina non ha mai assunto il farmaco in questione; TC approfitta di un momento di pausa per scusarsi con Jessica, e tra i due sembra scoccare una scintilla. Jordan ha in cura Hannah, una psicologa affetta da un cancro al seno che viene ricoverata per un'infezione. Hannah è stanca di lottare contro il tumore e ha deciso di non proseguire la terapia; Jordan, all'inizio, cerca di farle cambiare idea, ma in seguito comprende che Hannah ha in realtà dimostrato di possedere una grande forza d'animo e rimpiange di non avere altrettanto coraggio nell'affrontare i propri problemi. Drew stringe un bel rapporto con Riley, la figlia di Syd, mentre Scott ed Annie iniziano finalmente una relazione.
- Altri interpreti: AnnaLynne McCord (Jessica Sanders), Michael Cassidy (Sam), Denyse Tontz (Alina), Sarah Jane Morris (Annie), Carla Gallo (Hannah), Jillian Estell (Riley), Erinn Westbrook (Kelly Anne), Esodie Geiger (infermiera Molly Ramos), Catharine Pilafas (infermiera Heather Bardocz), Trina Siopy (paramedico Sara), Ted Maritz (studente #1), Brittany Chrishawn (studente #2).

## Calore sulla città
- Titolo originale: Hot in the City
- Diretto da: Darnell Martin
- Scritto da: Nicole Rubio

### Trama
Lo staff è impegnato a far fronte alle emergenze dovute ad un'ondata di calore senza precedenti. TC si occupa di Georgia, una maratoneta che ha avuto un colpo di calore durante una gara. La donna soffre di strani sintomi e TC pensa che si tratti di meningite, ma in seguito si scopre che Georgia è affetta da una patologia del tutto diversa. Jordan e Shannon assistono ad un incontro di wrestling e fanno la conoscenza del simpatico Victor, cugino di El Matador, uno dei lottatori. Durante il match si scatena una rissa: la ring girl Emilia cade malamente dal palco, spezzandosi il collo, mentre Victor si frattura un braccio e alcune costole nel tentativo di proteggere Jordan. Il ragazzo deve essere operato a causa di una lacerazione al fegato provocata dalle costole rotte, ma inizia a soffrire improvvisamente di sintomi inspiegabili: grazie anche alle informazioni fornite da El Matador, Jordan intuisce che Victor ha contratto un'infezione da parassiti, e riesce a salvargli la vita. Victor sogna da sempre di diventare un lottatore e Jordan, per ringraziarlo per ciò che ha fatto per lei, con l'aiuto di El Matador riesce a fargli ottenere un breve momento di celebrità. Emilia rischia di rimanere paralizzata e Drew è costretto a tentare un intervento molto rischioso; l'operazione, per fortuna, ha buon esito ed Emilia si riprende. Jordan ha lasciato Sam, ma scopre che TC e Jessica si frequentano e che Annie e Scott stanno insieme; parallelamente, anche TC viene a sapere che Jordan ha avuto una storia con Sam. Né TC né Jordan prendono bene la cosa, ed entrambi capiscono di avere ancora qualcosa in sospeso.
- Altri interpreti: AnnaLynne McCord (Jessica Sanders), Michael Cassidy (Sam), Sarah Jane Morris (Annie), Jillian Murray (Emilia), Sydelle Noel (Georgia), Aaron Aguilera (El Matador), Victor Samuel Lopez (Victor), Catharine Pilafas (infermiera Heather Bardocz), Alma Sisneros (infermiera Jocelyn Diaz), Oscar Vasquez (El Tigre), Katyia Shurkin (fan di El Matador), Danett Hernandez (infermiera di chirurgia), Kyanna Monee (infermiera).

## Al sorgere del sole
- Titolo originale: By Dawn's Early Light
- Diretto da: Louis Shaw Milito
- Scritto da: Brian Anthony

### Trama
Drew sta assistendo a un concerto all'aperto assieme a Syd e Riley quando, a causa di un problema tecnico, alcuni fuochi d'artificio piombano sulla folla, ferendo molte persone. TC e Topher vengono mandati sul posto; Topher viene investito dall'esplosione di un camion e riporta una commozione cerebrale, ma rifiuta di lasciarsi aiutare. Jordan e TC sono costretti a sottoporlo con la forza agli accertamenti necessari e alla fine Topher, mortificato, ammette di essersi comportato da incosciente e che non sopporta l'idea di stare invecchiando. Drew e Syd soccorrono una donna di nome Linda e sua figlia Darika, rimaste ferite nell'incidente. Linda è una madre single e Syd, che vive una situazione analoga, ripercorre assieme a lei le scelte fatte nella propria vita, giungendo alla conclusione che il tempo che non ha potuto trascorrere con Riley è stato un'opportunità per ispirare la figlia; tuttavia, le cose per Syd precipitano quando il suo ex marito chiede la custodia totale di Riley e la donna è costretta a trasferirsi per non perdere l'affido della figlia. Syd, a causa di un equivoco, crede che la colpa sia di Drew e si scaglia contro l'amico, ma alla fine tutto si risolve per il meglio. Al pronto soccorso si presenta Harold, un artista di strada che lamenta forti dolori e una febbre persistente. Shannon chiede una consulenza a Paul, che scopre che Harold ha un'intossicazione da cadmio causata dai colori adoperati per dipingere; la ragazza, ammirata, ringrazia il collega con un disegno e Paul, stupito, capisce che Shannon è attratta da lui.
- Altri interpreti: Jennifer Beals (dott. Syd Jennings), Jeremiah Birkett (Harold), Jillian Estell (Riley), Jessica Tuck (Linda), Jackie R. Jacobson (Darika), Alma Sisneros (infermiera Jocelyn Diaz), Trina Siopy (paramedico Sara), John Trejo (capitano dei pompieri), Matt Timmons (conducente del camion), Sean Dillingham (uomo ferito), Barney Lopez (membro della band #1), Amanda Machon (membro della band #2), Chris Walsh (membro della band #3), Joseph Gonzales (membro della band #4).

## Giocarsi tutto
- Titolo originale: All In
- Diretto da: Tara Nicole Weyr
- Scritto da: Milla Bell-Hart

### Trama
Jordan e Scott si occupano di Dylan, un uomo ricoverato per febbre e dolori addominali causati da calcoli renali. Dylan è affetto da fibrodisplasia, una rarissima e grave malattia che causa crescita ossea incontrollata alla minima sollecitazione, e qualsiasi intervento chirurgico è molto pericoloso per lui. Scott non ha ancora perdonato a Jordan i suoi commenti a proposito di Annie e l'atmosfera tra i due è molto tesa, ma il caso di Dylan contribuisce a riappacificarli. Sumei, la madre di Topher, arriva al pronto soccorso in stato confusionale e con una grave ipotensione; poco dopo viene ricoverato anche Clive, che soffre di problemi al cuore. Si scopre che Sumei e Clive stanno insieme e la causa del misterioso malessere della donna è un cerotto alla nitroglicerina di Clive che è finito addosso a Sumei durante un rapporto sessuale. Topher è perplesso, ma accetta la situazione. Drew e Shannon seguono il caso di Avery e sua figlia adottiva Brianna, di tredici anni e affetta da fibrosi cistica, rimaste ferite in un incidente d'auto; Drew si affeziona profondamente a Brianna e le resta accanto quando Avery, purtroppo, muore nonostante Scott e Paul abbiano fatto il possibile per cercare di salvarla. Brianna riesce a dare l'ultimo saluto alla madre adottiva grazie a Paul, che dichiara volutamente in ritardo il decesso della donna, rischiando conseguenze legali, per dare modo alla ragazzina di vederla; al termine della nottata, Shannon, toccata dalla vicenda di Brianna e dall'inaspettata sensibilità dimostrata da Paul, bacia il collega.
- Altri interpreti: AnnaLynne McCord (Jessica Sanders), Josh Fadem (Dylan), Tina Huang (Janet Zia), Elizabeth Sung (Sumei Zia), Kyla Kenedy (Brianna), Lance Henriksen (Clive), Briana Marin (Nina Alvarez), Dani Payne (Avery), Esodie Geiger (infermiera Molly Ramos), Alma Sisneros (infermiera Jocelyn Diaz), Nelson Lee (dott. Park), Trina Siopy (paramedico Sara), Robert Douglas Washington (paramedico), Jon Kristian Moore (paramedico #2).

## Una brutta sorpresa
- Titolo originale: Unexpected
- Diretto da: Marisol Adler
- Scritto da: Janet Lin

### Trama
Una bomba esplode all'ingresso dell'ospedale, devastando il pronto soccorso e ferendo gravemente Lauren, una giovane promessa del calcio femminile con cui Kenny ha stretto amicizia. I medici scoprono per caso che Lauren ha un tumore e di averlo diagnosticato appena in tempo per poterlo rimuovere; Kenny si sente in colpa, ma Lauren lo ringrazia per averla trattenuta in ospedale perché così facendo le ha salvato la vita. La responsabile dell'attentato è Katherine Santiago, una farmacista che era stata curata da Jordan diverso tempo prima. Katherine era stata ricoverata in seguito ad un incidente d'auto in cui avevano perso la vita il marito e il figlio ed ha piazzato la bomba per vendicarsi di Jordan e degli altri medici, responsabili di averla salvata nonostante Katherine, rimasta sola, desiderasse morire per riunirsi ai suoi cari. Katherine riversa tutto il proprio odio su Jordan, dopodiché si suicida sotto i suoi occhi, lasciandola sconvolta. Shannon e Paul si occupano del signor Neville, un anziano paziente dell'ospedale ricoverato per un'ernia rimasto ferito nella deflagrazione: si scopre che l'uomo ha contratto l'antrace, diffusa dall'esplosione della bomba, e l'intero pronto soccorso è messo in isolamento. Shannon e Paul sono stati a letto assieme, ma non vogliono mettersi insieme per non compromettere la loro amicizia nonostante siano palesemente attratti l'uno dall'altra; cambieranno ben presto idea. Drew è preoccupato per Brianna, ricoverata per un'infezione che le ha compromesso irrimediabilmente i polmoni, rendendo necessario un trapianto.
- Altri interpreti: Amanda Detmer (Katherine Santiago), Kyla Kenedy (Brianna), China Anne McClain (Lauren), Wallace Shawn (sig. Neville), Esodie Geiger (infermiera Molly Ramos), Alma Sisneros (infermiera Jocelyn Diaz), Catharine Pilafas (infermiera Heather Bardocz), Roberto Sanchez (Comandante S.W.A.T. Sanchez), David Gautreaux (Capitano S.W.A.T.), Clay Space (infermiere), Dave Colon (paziente #1), Chris Bylsma (paziente #2), Elizabeth Dwyer Sandlin (giovane donna).

## Il ragazzo d'oro
- Titolo originale: Between a Rock and a Hard Place
- Diretto da: Jeff Judah
- Scritto da: Tom Garrigus e Zachary Lutsky

### Trama
TC e Paul soccorrono Jalen Dawson, uno studente universitario rimasto schiacciato dal crollo di una gru in una cava; purtroppo, le lesioni sono troppo gravi e il giovane muore. Brianna è in lista per il trapianto di polmoni e i medici vorrebbero verificare se Jalen è compatibile, ma la madre del ragazzo, devastata dal dolore, non acconsente al prelievo degli organi; la signora Dawson cambia idea quando scopre che Jalen era un donatore. Sfortunatamente, Jalen non risulta compatibile e i suoi polmoni vengono dati ad un altro paziente. Drew si scusa con Brianna per averla illusa e le propone di andare a vivere con lui e Rick; la ragazzina, felice, accetta. TC si occupa anche di Robbie Travers, un adolescente che si è intrufolato nella cava ed è caduto in un cumulo di ghiaia. Robbie e la sua famiglia hanno fama di essere delinquenti e TC, che ha un passato da cattivo ragazzo, gli fa comprendere che è sciocco da parte sua sprecare la vita in bravate. Il ragazzo rischia di morire soffocato e TC riesce a salvarlo praticandogli una tracheotomia con mezzi di fortuna. Al pronto soccorso arriva Malik Martin, il ragazzo investito da Scott tempo prima ed ora tetraplegico. Malik ha problemi ai reni, ma suo padre non vuole che sia Scott ad occuparsene; si scopre che il signor Martin ha un pericoloso aneurisma e Scott e Jordan sono costretti ad operarlo d'urgenza. Il signor Martin, nonostante ciò, è ancora furioso con Scott, ma Jordan e Malik, che ha deciso di perdonare Scott ed è grato con il medico per aver salvato suo padre, riescono a farlo ragionare. In un momento di pausa, Jordan e Scott, entrambi provati dagli eventi della nottata, si baciano. L'ospedale sta per sfiorare la bancarotta e rischia di essere acquistato dalla Hobarth, una compagnia che intende trasformarlo in una clinica privata. Jessica si offre di aiutare Topher a rivedere i conti dell'ospedale, e alla fine del turno confessa di essere stata assunta dalla Hobarth per gestire la transizione; TC, deluso e furibondo, mette fine alla sua storia con lei.
- Altri interpreti: AnnaLynne McCord (Jessica Sanders), Kyla Kenedy (Brianna), Briana Marin (Nina Alvarez), Nozomi Labarrere (Malik Martin), Charles Malik Whitfield (Mr. Martin), Bradley Fuller (Jalen Dawson), Robin Weigert (Mrs. Dawson), Bryce Cass (Robbie Travers), Esodie Geiger (infermiera Molly Ramos), Alma Sisneros (infermiera Jocelyn Diaz), Duke Davis Roberts (Bennett), Brad William Henke (Clayton Timmons), Kristen Rakes (Dr. Serita Angara), Trina Siopy (paramedico Sara), Andres Segura (Ray), Crista F. Benavidez (infermiera).

## Fiducia a rischio
- Titolo originale: Trust Issues
- Diretto da: Oz Scott
- Scritto da: Dailyn Rodriguez

### Trama
Jordan frequenta Matt, un uomo incontrato al supermercato. Durante un'uscita a quattro assieme a Shannon e Paul, Matt inizia a sudare copiosamente, per poi svenire di colpo; nella caduta, Matt sfonda una vetrata, ferendosi ad una gamba. Si scopre che Matt si è presentato all'appuntamento sotto l'effetto di metanfetamine; come se non bastasse, salta fuori che l'uomo è sposato e che la moglie, Cristina, sapeva tutto di Jordan. Cristina spiega che lei e Matt sono una coppia aperta e Jordan ha modo di conoscere il loro punto di vista, realizzando infine che il suo problema con gli uomini è proprio la sua ossessiva ricerca dell'uomo perfetto, che non esiste. Jordan decide di essere più sincera verso se stessa e gli altri e come prima cosa affronta Annie, furiosa perché Scott le ha confessato di aver baciato Jordan: Annie apprezza la sua onestà e la perdona. Al pronto soccorso viene ricoverata Dana, una donna che ha riportato ferite al viso in seguito ad una brutta caduta dalla bici. Dana soffre di violenti ed improvvisi conati di vomito dovuti al fatto che il suo stomaco non sembra in grado di trattenere il cibo, e la caduta è stata provocata da una di queste crisi. Topher ritiene che si tratti di un semplice disturbo d'ansia, ma Shannon lo convince a condurre ulteriori esami e si scopre che in effetti Dana ha un'infezione da parassiti che per fortuna è curabile: la donna ringrazia i medici per averle creduto. TC e Drew sono ad un bar: TC, alticcio e decisamente di cattivo umore per la faccenda di Jessica, scatena una rissa in cui coinvolge anche Drew e che si conclude con l'arresto dei due amici. Il vero problema, però, è un altro: Brianna può finalmente sottoporsi al trapianto di polmone e Drew avrebbe dovuto essere presente per fare buona impressione sull'assistente sociale. Brianna non vuole operarsi senza Drew, ma Paul riesce a convincerla. La cauzione viene pagata con l'aiuto di Jessica, pentita per ciò che ha fatto, ma l'amicizia tra TC e Drew ha subito un duro colpo. TC, cocciuto come al solito, rifiuta di perdonare Jessica, ma alla fine si rende conto che è proprio il suo brutto carattere la causa di tutte le sue sfortune; così, TC decide di cambiare per un po' aria e parte con Syd per una missione umanitaria al confine tra Siria e Turchia.
- Altri interpreti: Jennifer Beals (dott. Syd Jennings), AnnaLynne McCord (Jessica Sanders), Sarah Jane Morris (Annie), Kyla Kenedy (Brianna), Briana Marin (Nina Alvarez), Luke MacFarlane (Rick Lincoln), Kayla Ewell (Cristina), Ben Whitehair (Matt), Bre Blair (Dana), Esodie Geiger (infermiera Molly Ramos), Alma Sisneros (infermiera Jocelyn Diaz), Trina Siopy (paramedico Sara), Christopher Warner (poliziotto), Melissa Chambers (autista dell'autobus), John Koyama (cliente bar #1), Jeremy Fitzgerald (cliente bar #2), Chad Guerrero (cliente bar #3).

## Epidemia
- Titolo originale: Emergent
- Diretto da: Timothy Busfield
- Scritto da: Brian Anthony e Gabe Fonseca

### Trama
L'intero staff è preoccupato a causa dell'imminente vendita dell'ospedale alla Hobarth: Topher si arrabatta alla disperata ricerca di un altro acquirente e al tempo stesso deve far fronte al malumore di infermieri e specializzandi. Come se non bastasse, Kenny scopre che qualcuno sta rubando farmaci dai dispensari dell'ospedale, e i sospetti cadono inevitabilmente su Annie. Nel frattempo, i medici si occupano delle vittime di un enorme incendio scoppiato alla periferia di San Antonio: Shannon ha in cura Valeska, una vigilessa rimasta gravemente ustionata, mentre Jordan si occupa di Derrick, un animalista finito su una tagliola mentre cercava di liberare un coyote. Shannon, che viene da una famiglia poverissima, è terrorizzata all'idea di perdere il lavoro e il caso di Valeska, che vive una situazione simile alla sua, è la goccia che fa traboccare il vaso: la ragazza ha una crisi di nervi e lascia Paul. Quest'ultimo prende coscienza delle difficoltà dei colleghi e cerca di fare in modo che il fondo azionario gestito da suo padre rilevi l'ospedale. Topher rivede Mac Reilly, il soldato che aveva aiutato lui e TC in Afghanistan ed entrato nella protezione civile dopo il congedo. Mac ha bisogno che un medico attesti la sua idoneità per poter rientrare nell'esercito e chiede a Topher di firmargli il certificato in via di favore. Topher decide comunque di sottoporre Mac ad una visita di controllo e scopre che l'amico ha effettivamente un problema neurologico. In attesa del risultato delle analisi, Mac torna ad occuparsi dell'incendio e Jordan e Scott lo accompagnano per gestire i feriti sul posto; i tre soccorrono Renée, una collega di Mac che ha riportato una frattura alla gamba, ma rimangono intrappolati dalle fiamme. Drew sta per affrontare l'udienza per l'affidamento di Brianna, ma le cose si complicano a causa dell'improvvisa comparsa del padre biologico della ragazzina, Justin. TC e Syd si occupano dei rifugiati siriani in un campo al confine con la Turchia: la situazione è molto tesa a causa dell'ostilità dei militari turchi, che non permettono ai profughi di passare il confine, ma le cose si mettono ancora peggio quando nel campo scoppia un'epidemia di tifo.
- Altri interpreti: Jennifer Beals (dott. Syd Jennings), Sarah Jane Morris (Annie), Kyla Kenedy (Brianna), Briana Marin (Nina Alvarez), Mac Brandt (Mac Reilly), Charles Harford (Justin Wilson), Christina Vidal (Valeska), Ryan Dorsey (Derrick), Lindsay Pulsipher (Renée), Sammy Sheik (Besam), Mehdi Merali (Hamdi), Irina Maleeva (Sahin), Esodie Geiger (infermiera Molly Ramos), Alma Sisneros (infermiera Jocelyn Diaz), Mikael Ayele (guardia del confine), Hela Aryan (anestesista), Trina Siopy (paramedico Sara), Dana Mellen (infermiera Natalie).

## Terra bruciata
- Titolo originale: Burned
- Diretto da: Tara Nicole Weyr
- Scritto da: Tom Garrigus

### Trama
Jordan, Scott, Mac e Renée sopravvivono al passaggio delle fiamme, ma la gamba di Renée rischia di andare in gangrena e Jordan e Scott devono intervenire subito; il gruppo trova riparo in un capanno e i medici riescono a salvare l'arto della donna. In un momento di pausa, Mac confessa a Jordan di essere innamorato di Renée, ma di aver deciso di non dirle niente perché è affetto da un glioblastoma, un tumore al cervello molto aggressivo, e gli rimangono solo pochi mesi di vita. Anche Jordan, però, nasconde un segreto: ha scoperto per caso che a rubare i farmaci dall'ospedale è stata proprio Annie, ma troverà il coraggio di confessarlo a Scott solo dopo aver visto Mac sacrificarsi per permettere al gruppo di salvarsi dall'incendio. Scott, deluso, lascia Annie e la costringe a tornare in riabilitazione. Julian Cummings si offre di rilevare l'ospedale, salvandolo dalla Hobarth, ma pretende anche che Paul venga nominato nuovo capo del pronto soccorso al posto di Topher, che verrà quindi licenziato. L'intero staff, incluso Paul, preferisce dimettersi piuttosto che permetterlo e Cummings, furibondo, taglia i fondi a Paul, che si ritrova così povero in canna. Kenny, che ora dirige una palestra, si è indebitato con un certo Moss per mandare avanti l'attività e chiede un prestito a Paul senza però rivelargli come stanno le cose: Paul dapprima accetta, ma è poi costretto a ritrattare in seguito ai contrasti col padre, e per Kenny saranno guai. Paul, da parte sua, è felice di essersi finalmente liberato dal controllo del padre e si riavvicina a Shannon. Justin, il padre di Brianna, pretende l'affidamento esclusivo della figlia, ma Rick, che ora lavora in polizia, riesce a dimostrare che l'uomo abbandonò consapevolmente Brianna e che ora la vuole con sé solo per denaro; messo alle strette, Justin lascia la città e Drew e Rick possono finalmente adottare Brianna, con grande gioia della ragazzina. TC stringe un accordo con i turchi per riavere i farmaci: Emir, il figlio del capo delle guardie di confine Baran, è affetto da displasia dell'anca e TC e Syd riavranno le medicine se riusciranno a guarirlo. Syd ha contratto il tifo e non è in condizioni di operare, ma grazie alla sua guida TC riesce a portare a termine l'intervento e Baran, come promesso, restituisce le medicine. Debellata l'epidemia, Syd e TC si preparano a partire, ma il campo viene bombardato.
- Altri interpreti: Jennifer Beals (dott. Syd Jennings), AnnaLynne McCord (Jessica Sanders), Sarah Jane Morris (Annie), Kyla Kenedy (Brianna), Luke MacFarlane (Rick Lincoln), Briana Marin (assistente sociale Nina Alvarez), Mac Brandt (Mac Reilly), Charles Harford (Justin Wilson), Lindsay Pulsipher (Renée), James McDaniel (dott. Julian Cummings), David A. Gregory (Carter Stafford), Abbie Cobb (Dani Stafford), Jared Ward (capitano Yusuf Baran), Jad Grey (Emir Baran), Mehdi Merali (Hamdi), Nick Gracer (Savas), Keith Jardine (Moss), Esodie Geiger (infermiera Molly Ramos), Alma Sisneros (infermiera Jocelyn Diaz), Trina Siopy (paramedico Sara), Jordyn Aurora (infermiera al campo profughi).